# ʿAlī as-Sulaihī
Abū l-Hasan ʿAlī ibn Muhammad as-Sulaihī (arabisch أبو الحسن علي بن محمد الصليحي, DMG Abū l-Ḥasan ʿAlī b. Muḥammad aṣ-Ṣulaiḥī; † 1067) war der Begründer der schiitischen Sulaihiden-Dynastie (1047–1067).
Als Sohn eines Qādīs ließ sich Ali durch Missionare zur schiitischen Lehre der Fatimiden bekehren. 1047 begründete er in Schibam die Dynastie der Sulaihiden. Nach der Eroberung von Sanaa (1048) wurde bis 1062 der gesamte Jemen erobert. Besonders heftige Kämpfe tobten mit Nadscha, dem Herrscher von Zabid in der Tihama. Die Nadschahiden konnten erst 1060 mit der Ermordung von Nadscha (1021–1060) besiegt werden. Mit der Unterwerfung der Zaiditen (1062) wurde die Vereinigung des Jemen abgeschlossen. 
Es bestanden sehr enge Beziehungen zu den Fatimiden unter Kalif al-Mustansir nach Kairo. Auch wenn deren Oberherrschaft anerkannt wurde, führte Ali im Jemen den Königstitel. Durch die engen Kontakte zu den Fatimiden konnte er auch seinen Einfluss auf Mekka ausdehnen, als dort Machtkämpfe zwischen den verschiedenen Linien der Haschimiten um die Nachfolge des Großscherifen ausbrachen. Ali intervenierte in Mekka und regelte die politischen Verhältnisse im Sinne der Fatimiden.
Nach seiner Rückkehr erhob er Sanaa zur Hauptstadt des Reiches. Seine neue Residenz ließ er durch die Errichtung von Palästen ausbauen. Ali as-Sulaihi war auch durch seine prunkvolle Hofhaltung und die Förderung von Dichtern berühmt. Allerdings wurde er schon 1067 während einer Pilgerfahrt von Angehörigen Nadschas überfallen und ermordet. Nachfolger wurden sein Sohn Al-Malik al-Mukarram Ahmad (1067–1086) sowie dessen Frau Arwa bint Ahmad (1086–1138).